# Daphne (genre)
Pour les articles homonymes, voir Daphné.
Genre
Classification phylogénétique
Les Daphnés (genre Daphne), avec environ 50 à 95 espèces, sont des arbustes ou sous-arbrisseaux de la famille des Thyméléacées, à feuilles caduques ou sempervirentes. Ils sont originaires d'Asie, d'Europe et d'Afrique du Nord. Le nom fait référence à la nymphe Daphné métamorphosée en laurier, l'espèce Daphne laureola ayant des feuilles ressemblant fortement à celles du laurier.
Ces plantes sont connues pour leurs fleurs odorantes avec un hypanthium tubulaire ou campanulé, et pour leurs drupes toxiques (en raison de la présence d'un hétéroside, la daphnine (en) et d'une résine âcre, irritante, la  mézéréine (en)) à l'exocarpe succulent, rarement coriacé. Les fleurs sont dépourvues de pétales et ont quatre, rarement cinq, sépales pétaloïdes de diverses couleurs. La plupart des espèces sempervirentes ont des fleurs verdâtres, tandis que les espèces à feuilles caduques auraient des fleurs roses. Plusieurs espèces fleurissent tard en hiver ou très tôt au printemps.

## Espèces
| - Daphne acutiloba - Daphne alpina - Daphne altaica - Daphne angustiloba - Daphne arbuscula - Daphne arisanensis - Daphne aurantiaca - Daphne axillaris - Daphne bholua - Daphne blagayana - Daphne brevituba - Daphne caucasica - Daphne championii - Daphne cneorum - Daphne depauperata - Daphne emeiensis - Daphne erosiloba - Daphne esquirolii - Daphne feddei - Daphne gemmata - Daphne genkwa - Daphne giraldii - Daphne glomerata | - Daphne gnidioides - Daphne gnidium - Daphne gracilis - Daphne grueningiana - Daphne holosericea - Daphne jasminea - Daphne jezoensis - Daphne jinyuensis - Daphne kamtschatica - Daphne kiusiana - Daphne kosaninii - Daphne laciniata - Daphne laureola - Daphne leishanensis - Daphne limprichtii - Daphne longilobata - Daphne longituba - Daphne macrantha - Daphne malyana - Daphne mezereum - Daphne modesta - Daphne mucronata - Daphne myrtilloides | - Daphne odora - Daphne oleoides - Daphne papyracea - Daphne pedunculata - Daphne penicillata - Daphne petraea - Daphne pontica - Daphne pseudomezereum - Daphne purpurascens - Daphne retusa - Daphne rhynchocarpa - Daphne rodriguezii - Daphne rosmarinifolia - Daphne sericea - Daphne sophia - Daphne striata - Daphne sureil - Daphne tangutica - Daphne tenuiflora - Daphne tripartita - Daphne xichouensis - Daphne yunnanensis |

## Distinction entre les différents daphnés européens
(ref.:  Marcel Saule, La Grande Flore Illustrée des Pyrénées, éd. Milan) :

Fleurs roses ou rouges développées avant les feuilles : Daphné bois-joli (Daphne mezereum) - Europe et Sibérie

Fleurs roses ou rouges contemporaines des feuilles : Daphné camélée (Daphne cneorum) - Europe moyenne et méridionale

Fleurs blanches, feuilles minces, molles, caduques : Daphné des Alpes (Daphne alpina) - Montagnes de l'Europe moyenne et méridionale

Fleurs blanches, feuilles épaisses, persistantes : Daphné garou (Daphne gnidium) - Zone méditerranéenne et Canaries

Fleurs d'un jaune verdâtre : Daphné lauréole (Daphne laureola) - Zone méditerranéenne, atlantique et régions proches